# Cyrtopholis portoricae
Cyrtopholis portoricae là một loài nhện trong họ Theraphosidae.
Loài này thuộc chi Cyrtopholis. Cyrtopholis portoricae được Ralph Vary Chamberlin miêu tả năm 1917.